# The Bates
The Bates — немецкая панк-группа, основанная в 1987 году.

## История
The Bates — сначала «Sticky Fingers», а затем «Nuclear Graffity» (или «Nuclear Graffiti») — была основана в 1987 году в Доме молодежи в Эшвеге. На тот момент группа состояла из Zimbl (вокал, бас), Klube (барабаны), Pogo (ритм-гитара) и Армина (ведущая гитара). Группа взяла своё название от сумасшедшего матери/сына, Нормана Бейтса из фильма «Психо», после просмотра этого фильма во время летней вечеринки. Их первый концерт состоялся в том же году в том же составе.
В 1988 году состоялись первые записи в студии. Эти записи можно найти бонус-треками в альбоме «No Name For The Baby» и последними дорожками на ре-релизе «Shake!» от Virgin Records. Затем, в 1989 году, было записано их первое демо, которое попало для отбора в Black Fantasy Records. Вскоре был записан и выпущен альбом «No Name For The Baby».
В то же время в 1990 году сформировался их фан-клуб, и группа записала свой второй альбом, «Shake!». После завершения записи, но прежде, чем альбом был выпущен, гитарист Армин Бек покинул группу. В течение короткого времени с ними играл ещё один гитарист, однако он не присутствовал ни в одной из записей или на концерте. Они испытывали других гитаристов и взяли Reb’а на короткий период времени. Он должен был играть на гитаре во время осеннего и зимнего тура, а затем заменен. В то же время они сумели добиться рождественского тура в поддержку Peter and the Test Tube Babies.
В 1991 году группа снова стала трио. После нескольких концертов в этом составе неизбежные поиски нового гитариста продолжаются. Вот уже месяцы не состоялись концерты. За это время Zimbl и Klube создали группу, Suzies, и написали песни. В лето этого года Reb вернулся в группу и их стало опять четверо. 31 октября, после многих месяцев без концертов, группа снова выступила в Эшвеге.
В 1992 году The Bates изменили лейбл и подписали контракт с Snoop Records. Их третий LP, «Psycho Junior», был записан впервые в Берлине в студии Vielklang — и он был выпущен в октябре. С лета до конца года состоялось 30 концертов.
В 1993 году из-за контрактных обязательств, их первый концертный альбом, «Unfucked», был выпущен в Snoop Records. Затем они получили крупный контракт от Virgin Records. Вновь в Берлине группа записала свой первый альбом под лейблом Virgin — «The Bates». Зимой этого же года первый видеоклип был снят в Швеции Фредриком Боклундом, который проделал большую работу с песней «Hello».
В 1994 году вслед за выходом «The Bates» вышел сингл «Hello». Впервые группа получила известность по всей стране и впервые достойно выступила на телевидении в «RTL Samstag-Sonntag Nacht». За этим последовал их первый тур в поддержку альбома. В апреле начался тур «Bubblegum Trash», после чего вышел сингл «I’m alright». Продолжились бесчисленные выступления на открытом воздухе, и осенью 1994 года началась запись альбома «Pleasure + Pain». В конце года в Стокгольме был снят их второй профессиональный видеоклип, «Say it isn’t so».
В 1995 году вышел сингл «Say it isn’t so», а несколько недель спустя и альбом «Pleasure + Pain». Альбом пробыл в верхушке чарта в течение нескольких месяцев и затем опять появился там 3 раза. В мае этого года при содействии пары австрийских режиссёров Dirk Meints и Toni Weiss (Doro) был выпущен профессиональный видеоклип. Это был краткий ремейк фильма «Психо» аккомпанированный весьма успешным вариантом песни Майкла Джексона «Billie Jean». Был выпущен сингл «Billie Jean», и видеоклип был хорошо принят на музыкальных каналах. Группа сыграла весьма успешный весенний тур и появилась на нескольких фестивалях. Их слава значительно возросла, и даже журналы Pop Rocky и Bravo приняли их к сведению. Осенью начался их долгожданный тур, после чего был и рождественский тур. В конце года они сделали своё третье видео в Швеции, на песню «A Real Cool Time». Этот сингл, однако, не превзошел успех «Billie Jean». В декабре они записали один из своих концертов рождественского тура.
К 1996 году группа сыграла сотни концертов, и была широко представлена на ТВ, благодаря успеху «Billie Jean» и «Pleasure + Pain». Весной этого года, в «Basement Room No. 1», их новом доме в Касселе, они начали запись «Kicks 'n' Chicks». Второй и третий австрийские клипы были сняты на «It’s getting dark» («вампирское» видео) и «Poor Boy» (пародия на Beat-Club), и оба были выпущены также и синглами. В августе был выпущен альбом «Kicks 'n' Chicks», после чего были бесчисленные концерты и выступления на открытом воздухе.
К 1997 году группа окончательно исчерпала свои запасы, и после выхода их второго концертного альбома «What a Beautiful Noise», и их тура марте, они вынуждены были сделать перерыв. Klube страдал от «синдрома сгорания», а Zimbl начал много пить, впрочем он пыталась урезать своё потребление алкоголя и прошел курс терапии. Осенью 1997 года, неожиданно за 6 месяцев до выхода нового альбома и после месяцев без концертов, появился сингл «Independent Love Song», кавер на песню Scarlet. Снова в Вене, было снято видео для этой песни — вновь ремейк из фильма, на этот раз «Молчание ягнят», и началась запись нового альбома «Intra Venus».
После года без концертов, они снова начались весной 1998 года, после выхода «Intra Venus». 10-й юбилей группа провела на встрече с фан-клубом в Касселе 7 августа 1998 года. Там можно было впервые купить VHS-кассету «The Bates — Videoclips», которая включала все их видео вплоть до «Independent Love Song». Также было поручено написать биографию группы, которая имела рабочее название «Die ganze halbe Wahrheit», но эта биография никогда не была издана. Вместо этого The Bates записали лимитированное издание EP «Punk?» для фан-клуба осенью этого года, которое сопровождалось комиксом «The Devil's Ponk Band!», нарисованным Клаусом Корнфилдом. Для Pogo, их концерт 28 декабря 1998 года был прощальным. Он больше не находил группу так важной себе и остальным не оставалось ничего иного, кроме как дать ему уйти. The Bates — Klube, Zimbl и Reb основа остались втроём…
В 1999 году поиски второго гитариста затянулись. The Bates записали свой альбом «Right Here! Right Now!» втроём и впервые ограниченным тиражом с бонусным CD. Наконец, в лице Dully, давнего друга группы, они нашли своего второго гитариста. Снова в Вене, летом они сняли клип на песню «Bitter End», и уже с Dully 10 сентября 2004 года начался их осенний тур. Этот тур закончился 6 ноября 1999 года в Кёльне в Viva TV-Studios. Они записали концерт, который был частично показан несколько дней спустя. В начале декабря они начали свой зимний тур, который завершился в Фульде 6 января 2000 года.
Альбом «2nd Skin», содержащий только каверы, был записан совместно с Dully в студии весной 2000 года. В конце апреля группа вылетела в Японию для нескольких концертов в поддержку Lolita No.18. На улицах и в метро Токио группа сняла своё последнее видео. Lolita No.18 попросили сопровождать их в Германии и играть в их поддержку. В мае 2000 года начался тур в поддержку «2nd Skin», который закончился фиаско из-за отмены концерта 26 августа. Через две недели перерыва они сыграли осенний тур «2nd Skin». Он начался 12 сентября в Наттайм и закончился их последним концертом 7 октября в Нойнбурге, Бавария. После этого концерта группа перестала существовать. Рождественский тур был отменен, и в мае 2001 года группа официально распалась.
Маркус Циммер, певец и бас-гитарист, а также сооснователь The Bates, скончался 18 июня 2006 года в немецком городе Кассель от остановки сердца из-за последствий алкоголизма.

## Позиции в чартах

### Синглы
Billie Jean
DE:21-1995 — 22Wo.
AT:40-01.10.1995 — 1Wo.
CH:10-20.08.1995 — 16Wo.
Independent Love Song
DE:91-1997 — 1Wo.

### Альбомы
The Bates
DE:79-1994 — 9Wo.
Pleasure + Plain
DE:24-1995 — 30Wo.
Kicks 'n' Chicks
DE:10-1996 — 12Wo.
AT:31-01.09.1996 — 3Wo.
CH:48-08.09.1996 — 1Wo.
What A Beautiful Noise
DE:48-1997 — 4Wo.
Intra Venus
DE:36-03.04.1998 — 6Wo.
Right Here! Right Now!
DE:54-10.09.1999 — 3Wo.
2nd Skin
DE:96-16.06.2000 — 1Wo.

## Дискография

### Альбомы
- 1989 — No Name for the Baby
- 1990 — Shake!
- 1992 — Psycho Junior
- 1993 — Unfucked (Live)
- 1994 — The Bates
- 1995 — Pleasure + Pain
- 1996 — Kicks 'n' Chicks
- 1997 — What a Beautiful Noise (Live)
- 1998 — Intra Venus
- 1998 — Punk?
- 1999 — Right Here! Right Now!
- 2000 — 2nd Skin

### Видео
- 1992 — Live in Göttingen
- 1994 — Bubblegum Trash Tour
- 1998 — The Bates — Videoclips
- 2000 — Live in Tokyo